# Château de Rouge-Cloître
Le château de Rouge-Cloître est une demeure édifiée au XIXe siècle dans la commune bruxelloise d'Auderghem, en Belgique, et détruite en 1961.
Le château fut édifié en 1872 à la demande de Romain Govaert, juge de paix, sur une colline qui dominait l'étang du Langengracht (Langengrachtvijver) près de l'Abbaye du Rouge-Cloître. Après avoir appartenu à son fils, le bourgmestre Félix Govaert, le château fut vendu au sénateur et notaire Albert Poelaert (le neveu de l'architecte Joseph Poelaert) puis en 1927, il fut acquis par Antoine, comte de Meeûs, qui créa en 1953, la Société du Château de Rouge-Cloître qui avait pour objet la mise en valeur du domaine.

## Sources
- http://www.urba.be/Rues/rues_r.htm
- demeeus.org